# John Krasinski
John Krasinski est un acteur, réalisateur, producteur et scénariste américain, né le 20 octobre 1979 à Newton dans le Massachusetts aux États-Unis.
Il est notamment connu pour le rôle de Jim Halpert dans la série télévisée américaine The Office, entre 2005 et 2013.
Il fait ses débuts derrière la caméra avec le film Brief Interviews with Hideous Men sorti en 2009. Par la suite, il tourne notamment dans le drame Promised Land de Gus Van Sant en 2012 ainsi que dans le film d'action 13 Hours de Michael Bay en 2016. La même année il continue son parcours de réalisateur avec son second long métrage, La Famille Hollar.
En 2018, il tient le rôle principal, avec son épouse Emily Blunt, dans le film d'horreur Sans un bruit, dont il est également le réalisateur et coscénariste. De 2018 à 2023, il tient le rôle titre de la série Jack Ryan.

## Biographie
Il est le plus jeune d'une fratrie de trois frères. Il est né à Newton, fils d'un interniste, Dr Ronald Krasinski, et de Mary, une infirmière. Il a été élevé dans la religion catholique.

### Carrière

#### Révélation télévisuelle et comédies romantiques (années 2000)

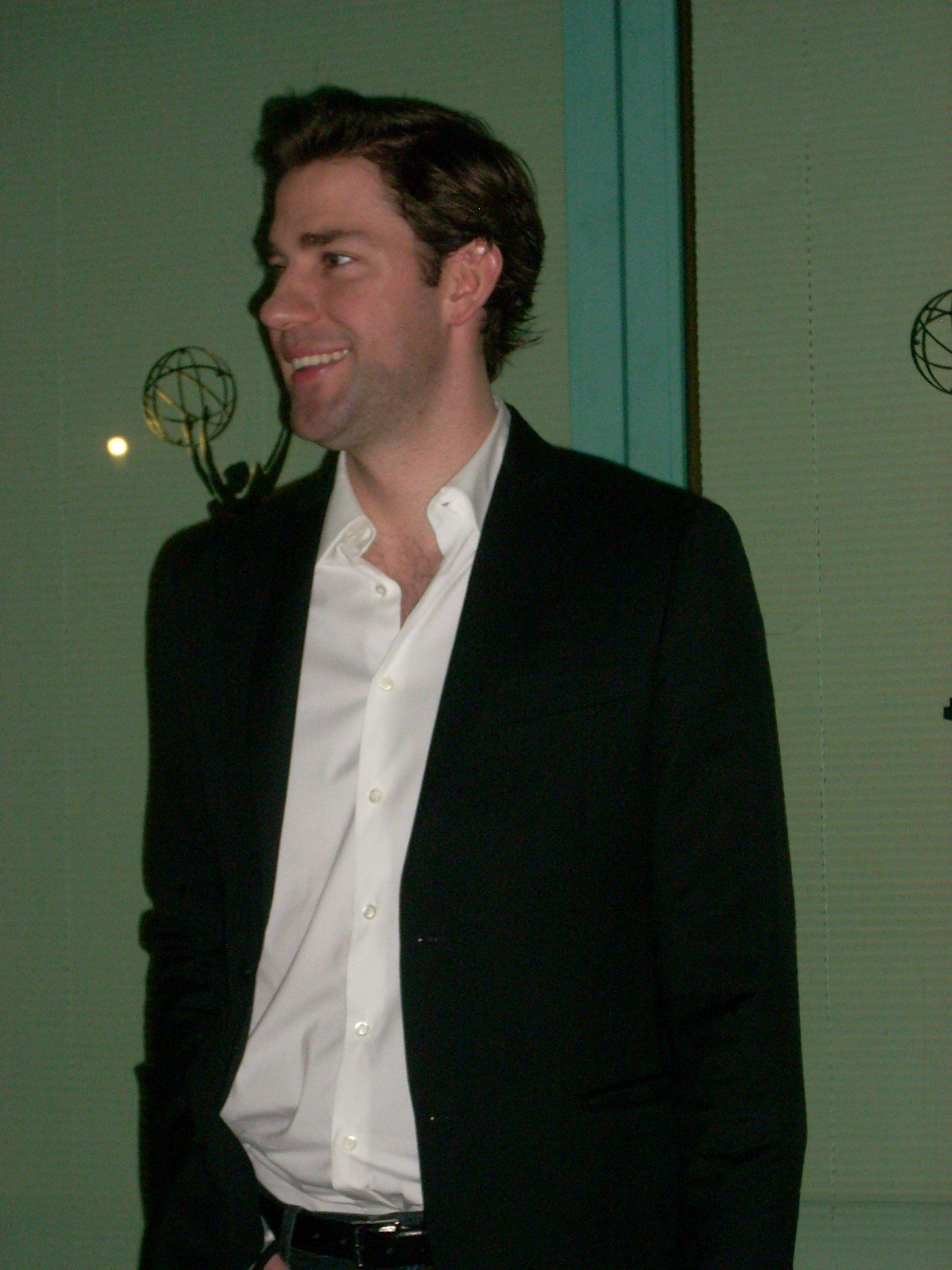
En mars 2009, l'acteur à l'Academy of Television Arts & Sciences, à Los Angeles.

Ses débuts d'acteur se font en 2000 avec Séquences et conséquences et multiplie les apparitions dans des films comme Dr Kinsey et New York Taxi.
En 2005, la chance lui sourit et il obtient l'un des rôles principaux de la série The Office. Il interprète Jim Halpert, employé d'une société de commerce de papier, se retrouvant confronté avec ses collègues aux facéties de son patron (Steve Carell).
Après quelques seconds rôles pour le cinéma (Dreamgirls, Jarhead, The Holiday) et après avoir prêté sa voix au film d'animation Shrek le troisième, il obtient en 2007 l'un des rôles principaux de la comédie romantique potache Permis de mariage, où il partage la vedette avec Robin Williams, puis est dirigé par George Clooney dans la comédie sportive Jeux de dupes, troisième long-métrage de la star hollywoodienne en tant que réalisateur.
En 2009, Krasinski se lance lui-même dans la réalisation avec la comédie dramatique Brief Interviews with Hideous Men, qui passe cependant inaperçu. Parallèlement, en tant qu'acteur, il participe à des projets ambitieux : il incarne un couple de trentenaires bobos avec Maya Rudolph pour le road-trip Away We Go réalisé par Sam Mendes ; puis il enchaîne avec un second rôle dans la romance Pas si simple, écrite et réalisée par l'expérimentée Nancy Meyers, et menée par Meryl Streep, Steve Martin et Alec Baldwin.
Si en 2011, il tient le premier rôle d'une comédie romantique plus classique, Duo à trois, face à Kate Hudson et Ginnifer Goodwin, il s'échappe du genre, avec Drew Barrymore, en menant le film d'aventure familial produit par les studios Universal, Miracle en Alaska, qui sort début 2012.

#### Diversification (années 2010)

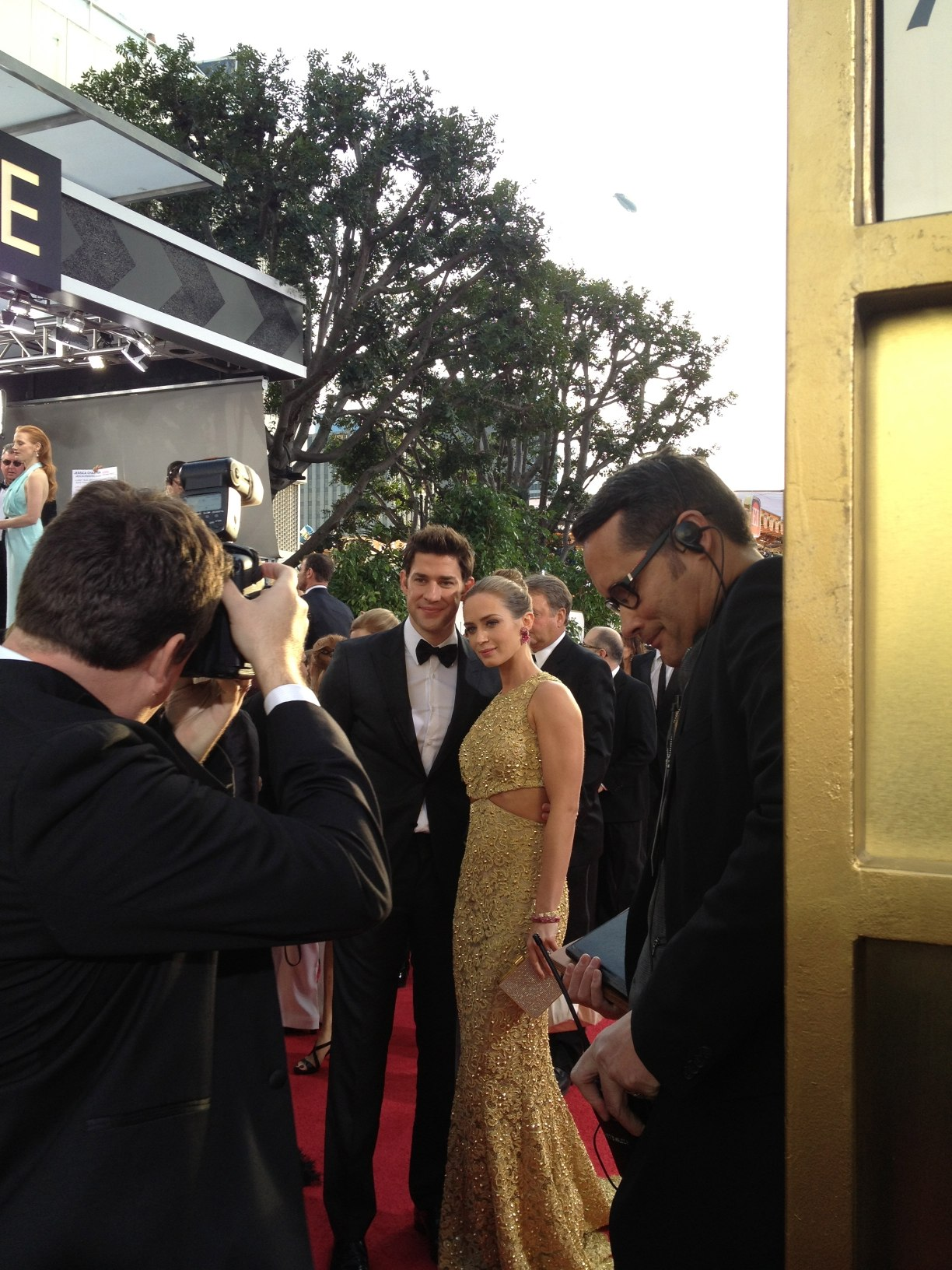
Aux Golden Globes 2013, aux côtés de son épouse Emily Blunt.

Durant l'année 2012, il parvient surtout à dévoiler un projet au message encore plus écologique et personnel : il donne en effet la réplique à Matt Damon dans le drame Promised Land, qu'il a aussi co-scénarisé. C'est à Gus Van Sant que la mise en scène est confiée.
Après quelques activités de doublage, et alors que The Office se conclut après neuf saisons mi-2013, il revient avec plusieurs projets portés par des cinéastes reconnus.
Sortie en 2015, la comédie dramatique Welcome Back, écrite, produite et réalisée par Cameron Crowe, et portée par Bradley Cooper, est un flop. Début 2016, il connait un autre échec critique et commercial quand il tente de casser son image en prenant du muscle pour intégrer l'équipe de marines du thriller militaire 13 Hours, une grosse production emballée par Michael Bay.
Cette même année, il défend surtout son second projet en tant que réalisateur : La Famille Hollar est un film indépendant lui permettant d'aller sur un terrain plus mélodramatique. Le film reçoit cependant des critiques mitigées et échoue au box-office.
Il se fait plus discret durant les deux années suivantes : en 2016, il est le narrateur du documentaire des studios Disney Nés en Chine, racontant les vies de quatre espèces animales en Chine, dont le Panda Géant. Et en 2017, il prête sa voix au héros du film d'animation Animal Crackers, de Tony Bancroft. Sa compagne Emily Blunt y double aussi un personnage. Enfin, la même année, en tant qu'acteur, il continue dans un registre musclé en tenant un second rôle dans le drame d'action urbain Detroit, mis en scène par l'oscarisée Kathryn Bigelow.
L'année 2018 lui permet de faire un retour au premier plan.
D'abord en tant que réalisateur : son troisième long-métrage est le film d'horreur Sans un bruit, dans lequel il officie aussi en tant que co-scénariste, producteur et acteur principal, aux côtés de son épouse Emily Blunt. Le film est acclamé par la critique et rencontre un succès commercial, rapportant près de 100 millions de dollars de recettes sur le territoire américain dans la semaine suivant sa sortie alors que le film n'a coûté que 17 millions.
Et en tant qu'acteur : il revient aux séries télévisées pour prêter ses traits à l'analyste de la CIA Jack Ryan, le personnage créé par le romancier Tom Clancy dans une série télévisée disponible exclusivement sur Amazon Prime fin août 2018, et produite par Michael Bay. Ce projet est un reboot de la franchise, quatre ans après l'échec critique et commercial de The Ryan Initiative, un long-métrage sorti en 2013 porté par Chris Pine.
En avril 2020, alors que plusieurs pays dans le monde sont en confinement à cause de la Pandémie de Covid-19, il crée l'émission "Some Good News" sur YouTube. Délivrant des bonnes nouvelles en période de pandémie, John Krasinski reçoit des anonymes ainsi que des personnalités connues comme Emily Blunt, Ryan Reynolds, Samuel L. Jackson, Steven Spielberg, Oprah Winfrey ou encore Robert De Niro.
En 2022, il succède à Ioan Gruffudd et Miles Teller pour porter le costume de Mr Fantastique au sein de l'univers cinématographique Marvel dans le film Doctor Strange in the Multiverse of Madness de Sam Raimi.
Il réalise ensuite Blue et Compagnie, avec Ryan Reynolds, prévu pour 2024.

### Vie privée
Il est en couple avec l'actrice britannique Emily Blunt depuis la fin 2008. Ils se sont mariés le 10 juillet 2010,,,.
Le couple a deux filles : Hazel, née le 16 février 2014 et Violet, née en juin 2016.

## Filmographie

### Acteur

#### Cinéma

##### Longs métrages
- 2000 : Séquences et Conséquences (State and Main) de David Mamet : l'assistant du juge
- 2002 : Fighting Still Life de Dori Oskowitz : Tyler
- 2002 : Alma Mater d'Hans Canosa : un candidat au Flea Club 1
- 2004 : Dr Kinsey (Kinsey) de Bill Condon : Ben
- 2004 : New York Taxi (Taxi) de Tim Story : messager #3
- 2005 : Duane Hopwood de Matt Mulhern : Bob Flynn
- 2006 : Dreamgirls de Bill Condon : Sam Walsh
- 2006 : Jarhead de Sam Mendes : caporal Harrigan
- 2006 : For Your Consideration de Christopher Guest : un flic
- 2006 : The Holiday de Nancy Meyers : Ben
- 2007 : Permis de mariage (License to Wed) de Ken Kwapis : Ben Murphy
- 2007 : A New Wave de Jason Carvey : Gideon
- 2007 : Smiley Face de Gregg Araki : Brevan
- 2008 : Jeux de dupes (Leatherheads) de George Clooney : Carter Rutherford
- 2009 : Away We Go de Sam Mendes : Burt Farlander
- 2009 : Brief Interviews with Hideous Men de John Krasinski :  Ryan/Subject #20
- 2009 : Pas si simple (It's Complicated) de Nancy Meyers : Harley
- 2011 : Duo à trois (Something Borrowed) de Luke Greenfield : Ethan
- 2011 : Les Muppets, le retour (The Muppets) de James Bobin : lui-même
- 2012 : Miracle en Alaska (Big Miracle) : Adam Carlson
- 2012 : Promised Land de Gus Van Sant : Dustin Noble
- 2015 : Welcome Back (Aloha) de Cameron Crowe : John 'Woody' Woodside
- 2016 : 13 Hours de Michael Bay : Jack Da Silva
- 2016 : La Famille Hollar (The Hollars) de lui-même : John Hollar
- 2016 : Nés en Chine (Born in China) de Lu Chuan : le narrateur
- 2017 : Detroit de Kathryn Bigelow : Auerbach
- 2018 : Sans un bruit (A Quiet Place) de lui-même : Lee Abbott
- 2020 : Sans un bruit 2 (A Quiet Place: Part II) de lui-même : Lee Abbott
- 2022 : Doctor Strange in the Multiverse of Madness de Sam Raimi : Reed Richards / Mr Fantastique
- 2024 : Blue et Compagnie (IF) de lui-même : le père de Bea
- 2025 : Fountain of Youth de Guy Ritchie : Luke

##### Films d'animation
- 2007 : Shrek le troisième (Shrek the Third) de Chris Miller et Raman Hui : Lancelot (voix)
- 2009 : Monstres contre Aliens (Monsters vs. Aliens) de Conrad Vernon : Cuthbert (voix)
- 2013 : Monstres Academy (Monsters University) de Dan Scanlon : Frank McCay (voix)
- 2013 : Le vent se lève (Kaze tachinu) d'Hayao Miyazaki : Honjô (voix anglaise)
- 2015 : Le Prophète (Kahlil Gibran's The Prophet) de Roger Allers : Halim (voix anglaise)
- 2017 : Animal Crackers de Tony Bancroft : Owen (voix)

#### Télévision

##### Séries télévisées
- 2003 : Ed : Process Server
- 2004 : New York, section criminelle (Law and Order : Criminal Intent) : Jace Gleesing
- 2005 : Les Experts (CSI : Crime Scene Investigation) : Lyle Davis
- 2005 : FBI : Portés disparus (Without a Trace) : Curtis Horne
- 2005 - 2013 : The Office : Jim Halpert
- 2018 - 2023 : Jack Ryan : Jack Ryan

##### Séries d'animation
- 2006 : American Dad! : Gilbert (voix)
- 2014 - 2015 : BoJack Horseman : Secrétariat (voix)

### Réalisateur

#### Cinéma
- 2009 : Brief Interviews with Hideous Men
- 2016 : La Famille Hollar (The Hollars)
- 2018 : Sans un bruit (A Quiet Place)
- 2021 : Sans un bruit 2 (A Quiet Place: Part II)
- 2024 : Blue et Compagnie (IF)

#### Télévision
- 2009 : The Office (saison 6, épisode 15)
- 2011 : The Office (saison 8, épisode 3)
- 2012 : The Office (saison 9, épisode 6)

### Producteur
- 2009 : Brief Interviews with Hideous Men
- 2016 : La Famille Hollar (The Hollars)
- 2016 : Manchester by the Sea de Kenneth Lonergan
- 2018 : Sans un bruit (A Quiet Place)
- 2021 : Sans un bruit 2 (A Quiet Place 2)
- 2024 : Blue et Compagnie (IF) de lui-même
- 2024 : Sans un bruit : jour 1 (A Quiet Place: Day One) de Michael Sarnoski
- 2024 : Apartment 7A de Natalie Erika James

### Scénariste
- 2009 : Brief Interviews with Hideous Men
- 2013 : Promised Land de Gus Van Sant
- 2018 : Sans un bruit (A Quiet Place)
- 2021 : Sans un bruit 2 (A Quiet Place 2)
- 2024 : Blue & Compagnie (IF)

## Distinctions

### Récompenses cinématographiques
- 2007 : Screen Actors Guild Awards - Meilleure distribution pour une série télévisée comique pour The Office
- 2008 : Screen Actors Guild Awards - Meilleure distribution pour une série télévisée comique pour The Office
- 2008 : TV Land Award - Future Classic Award pour The Office
- 2009 : National Board of Review - Meilleur acteur pour Pas si simple
- 2016 : Theatre World Awards - Outstanding Debut Performance pour Dry Powder
- 2017 : African-American Film Critics Association - Best Ensemble pour Detroit
- 2018 : NAACP Image Awards - Meilleur jeu télévisé pour Lip Sync Battle (en)
- 2018 : Vanguard Award de la Savannah College of Art and Design pour l'ensemble de sa carrière
- 2018 : IGN Awards - Meilleur réalisateur pour Sans un bruit
- 2018 : Kansas City Film Critics Circle - Vince Koehler Award pour Sans un bruit
- 2018 : Los Angeles Online Film Critics Society Awards - Meilleur scénario original pour Sans un bruit
- 2019 : Critics' Choice Movie Awards - Catégorie Meilleur film d'horreur (en) pour Sans un bruit
- 2019 : Saturn Awards - Meilleur scénario pour Sans un bruit
- 2019 : Webby Awards - Special Achievement pour Some Good News (en)
- 2020 : Webby Awards - People's Voice for Video - Variety pour Notes on a Scene - Vanity Fair

### Honneurs
- 2018 : personnalité du Time 100
- 2019 : doctorat honoris causa de l'université Brown [12]

## Voix francophones
En version française, Stéphane Pouplard est la voix régulière de John Krasinski, le doublant notamment dans The Office, Jeux de dupes, Pas si simple, Welcome Back, Detroit, Sans un bruit, Jack Ryan ou encore Doctor Strange in the Multiverse of Madness.
Il est également doublé par Yann Pichon dans New York, section criminelle, Damien Witecka dans Dr Kinsey et par Mathieu Moreau dans 13 Hours.
En version québécoise, il est régulièrement doublé par Frédéric Paquet qui est sa voix dans Ailleurs nous irons, Duo à trois, Terre Promise et Le Grand Miracle. Si Daniel Roy le double dans Mariage 101 et Double Jeu, John Krasinski est également doublé à deux reprises par David Laurin dans C'est compliqué, Gabriel Lessard dans Monstres contre Aliens, Christian Perreault dans 13 Heures - Les soldats secrets de Benghazi et Frédérik Zacharek dans Un coin tranquille.